# Гайнц Роснер
Гайнц Роснер (нім. Heinz Rosner; 27 червня 1915, Гайденау — 27 травня 1941, Атлантичний океан) — німецький військовик, штурмансмат крігсмаріне.

## Біографія
Професійний моряк. 1 липня 1936 року вступив на флот і був зарахований у відділ кадрів військово-морської станції «Остзе». З вересня 1936 по лютий 1937 року навчався у військово-морському училищі зв'язку в Фленсбурзі-Мюрвіку, після чого повернувся у відділ кадрів станції «Остзе». В квітні-жовтні 1937 року служив в 1-й флотилії R-катерів. В жовтні-грудні 1937 року пройшов курс командира зенітного розрахунку училищі берегової артилерії в Свінемюнде, після чого повернувся в 1-у флотилію R-катерів. З жовтня 1938 по квітень 1939 року пройшов курс керманича в Фленсбурзі-Мюрвіку, в квітні-вересні — курс унтерофіцера в Штральзунді. У вересні 1939 року служив в 1-му морському навчальному унтреофіцерському дивізіон, в жовтні — в кадровому управлінні Кіля, з в листопаді — у військово-морській службі Гамбурга. З листопада 1939 по червень 1940 року служив на мисливці за підводними човнами K, після чого був переведений в кадрове управління Кіля. 12 червня 1940 року направлений на верфі Blohm & Voss для вивчення конструкції лінкора «Бісмарк». З 23 серпня 1940 року служив в 9-й команді «Бісмарка» (оператори радіотехніки, служба сигналізації і керманичі). Загинув під час потоплення корабля.

## Звання
- Матрос (1 липня 1936)
- Оберматрос (1 липня 1937)
- Матрос-єфрейтор (1938)
- Матрос-оберєфрейтор (1 липня 1938)
- Штурмансмат (1 жовтня 1939)

## Нагороди
- Медаль «У пам'ять 1 жовтня 1938 року» (29 грудня 1939)